# Museu Nacional de Arte Contemporânea do Chiado
Het Museu Nacional de Arte Contemporânea do Chiado is een museum voor Hedendaagse kunst in het historische centrum van Lissabon, Portugal. Het museum werd opgericht in 1911, in 1994 werd het volledig herbouwd.
De collectie van het museum is afkomstig van 1850 tot heden en is de belangrijkste Portugese collectie van hedendaagse kunst, met onder andere schilderkunst, beeldhouwkunst,  tekeningen,  video's en andere media. Het museum in gevestigd in een deel van het oude klooster van São Francisco da Cidade (Sint Franciscus), een gebouw van middeleeuwse oorsprong.